# Гармоніки (електротехніка)
Гармоніки в електромережах — це синусоїдальні коливання напруги або струму, частоти яких кратні основній частоті в системі електропостачання (зазвичай 50 або 60 Гц залежно від регіону). Гармоніки класифікують за типом сигналу (напруга або струм), за порядком (парні, непарні кратні трьом і непарні не кратні трьом), а в трифазних системах — за послідовністю фаз (позитивна, негативна або нульова). 
Гармоніки виникають через підключення нелінійних навантажень, таких як випрямлячі, газорозрядні лампи або електричні машини в режимі насичення, що може негативно впливати на якість електроенергії. Вони спричиняють додатковий нагрів обладнання та провідників, збої в роботі приводів зі змінною швидкістю, пульсацій крутного моменту в двигунах і генераторах, а також електромагнітні перешкоди на телефонні лінії. 
Існують стандарти, які обмежують як рівень окремих гармонік, так і сумарний коефіцієнт гармонічних спотворень. Для зниження їх впливу використовують пасивні фільтри, активні компенсатори, розділові трансформатори та інші технічні рішення.

## Історія
Першим проблему гармонік в енергосистемах помітив інженер-електрик Чарльз Протеус Штейнмец. У своїй публікації 1916 року він описав проблему третьої гармоніки в трифазних системах живлення і запропонував використання з'єднання трикутником (Δ-connections) для її придушення. Масове впровадження технічних рішень, запропонованих Штейнмецем, значною мірою усунуло третю гармоніку.
У 1930-1940-х роках з'явилися подальші дослідження гармонік. Розвиток електрифікації та телефонізації виявив проблему гармонік вищих порядків: вони спричиняли наведення на телефонних лініях, які відчувалися як звукові перешкоди під час телефонних розмов. Це було особливо помітно у віддалених (переважно сільських) районах, де електромережі й телефонні лінії прокладали поруч (наприклад, на одних стовпах). Ізоляція не розв'язувала проблеми, і телефонні кабелі доводилося закопувати під землю. Основними джерелами гармонік на той час були трансформатори, що призвело до впровадження фільтрації в електромережах. Остаточне розв'язання проблеми стало можливим лише після заміни звичайних телефонних дротів на екрановану звиту пару, а надалі — переходом на оптоволоконні кабелі.
Проблема гармонік знову набула актуальності з поширенням електронних перетворювачів електроенергії, особливо в США наприкінці 1970-х років. Висловлювалися різні прогнози та пропозиції, включаючи радикальні заходи, такі як повна заборона на використання таких пристроїв у електромережах загального призначення.

## Класифікація

### За типом сигналу

#### Гармоніки струму

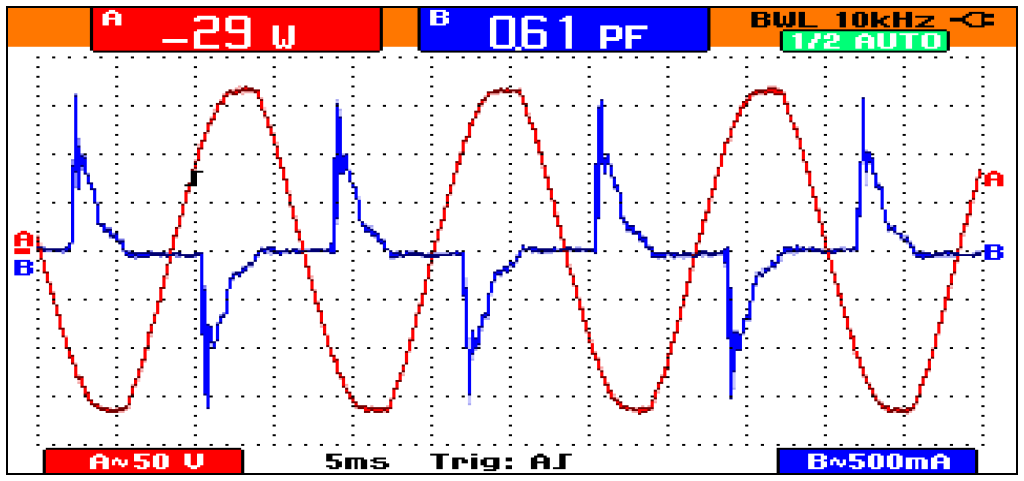
Компактна люмінесцентна лампа є одним із прикладів електричного навантаження з нелінійною характеристикою через схему випрямляча, яку вона використовує. Сигнал струму (синього кольору) сильно спотворений.

У звичайній системі живлення змінного струму струм змінюється синусоїдально з певною частотою, як правило, 50 або 60 Гц. Коли до системи підключене лінійне електричне навантаження, незмінне в часі, воно споживає синусоїдальний струм із тією ж частотою, що й напруга (хоча не завжди у фазі з напругою).:2
Коли до системи підключене нелінійне навантаження, воно споживає струм, який не є синусоїдальним, тим самим створюючи гармоніки струму. Нелінійними навантаженнями є напівпровідникові пристрої, такі як транзистори, IGBT, MOSFET, діоди тощо, звичайне офісне обладнання, таке як комп'ютери та принтери, люмінесцентне освітлення, зарядні пристрої для акумуляторів, а також приводи зі змінною швидкістю, дугові печі. Електродвигуни зазвичай не роблять значного внеску в генерацію гармонік, проте й двигуни, і трансформатори створюють гармоніки в режимі магнітного насичення.

#### Гармоніки напруги
Гармоніки напруги здебільшого зумовлені гармоніками струму. Напруга від джерела буде викривлена гармоніками струму через внутрішній опір.
У збалансованій трифазній (трипровідній або чотирипровідній) системі живлення лінійні (або фазні) напруги не можуть містити гармонік, частота яких кратна частоті третьої гармоніки (тобто гармонік порядку {\displaystyle h=3n}), зокрема, і непарних гармонік, кратних трьом (тобто гармоніки порядку {\displaystyle h=3(2n-1)}). Це відбувається тому, що інакше буде порушено друге правило Кірхгофа: такі гармоніки перебувають у фазі, тому їхня сума для трьох фаз не дорівнює нулю, однак друге правило Кірхгофа вимагає, щоб сума таких напруг була рівною нулю, що вимагає, щоб сума таких гармонік була також нульовою. За тим же аргументом набір із трьох лінійних струмів у збалансованій трипровідній трифазній системі живлення не може містити гармонік, частота яких кратна частоті третьої гармоніки; але в чотирипровідній системі вони можливі, і кратні 3 гармоніки лінійних струмів створюватимуть струм нейтралі.

### За порядком
Викривлення форми сигналу в енергетичних системах може бути складним, залежно від типу навантаження та його взаємодії з іншими компонентами системи. Розклад у ряд Фур'є дає змогу деконструювати складну форму сигналу на низку простих синусоїд, які починаються з основної частоти енергосистеми та продовжуються на частотах, кратних основній. Гармоніки визначаються як кратні основній частоті; таким чином, третя гармоніка має частоту, трикратну основній.

#### Парні гармоніки
Парні гармоніки спотвореного (несинусоїдального) періодичного сигналу — це гармоніки, частота яких є відмінним від нуля парним кратним основній частоті (яка дорівнює частоті основної складової). Отже, їх порядок задано:
{\displaystyle h=2k,\quad k\in \mathbb {N} \quad }
де {\displaystyle k} є цілим числом; наприклад, {\displaystyle h=2,4,6,8,10}. Якщо спотворений сигнал представити в тригонометричній формі або амплітудно-фазовій формі ряду Фур'є, то {\displaystyle k} набуває натуральних чисел; якщо спотворений сигнал подано в комплексній експоненціальній формі ряду Фур'є, то {\displaystyle k} набуває цілих від'ємних та додатних значень (ненульових, оскільки постійна складова зазвичай не розглядається як гармоніка).
Парні гармоніки зазвичай не існують в енергосистемі через симетрію між позитивною та негативною половинами циклу. Крім того, якщо форми сигналів у трьох фазах є симетричними, кратні трьом гармоніки пригнічуються з'єднанням трансформаторів і двигунів у трикутник.

#### Непарні гармоніки
Непарні гармоніки спотвореного (несинусоїдального) періодичного сигналу — це гармоніки, частота яких є непарним цілим числом, кратним основній частоті. Отже, їх порядок задано:
{\displaystyle h=2k-1,\quad k\in \mathbb {N} \quad }
наприклад, {\displaystyle h=1,3,5,7,9}.
У спотворених періодичних сигналах (або формах хвилі), які мають симетрію напівхвиль, коли форма хвилі протягом негативного півперіоду дорівнює негативній формі сигналу протягом позитивного півперіоду, усі парні гармоніки дорівнюють нулю ({\displaystyle a_{2k}=b_{2k}=A_{2k}=0}) і постійна складова також дорівнює нулю ({\displaystyle a_{0}=0}), тому вони мають лише непарні гармоніки ({\displaystyle A_{2k-1}\neq 0}); ці непарні гармоніки загалом є косинусними, а також синусовими, але в деяких формах хвилі, наприклад прямокутних, косинусові члени дорівнюють нулю ({\displaystyle a_{2k-1}=0}, {\displaystyle b_{2k-1}\neq 0}). У багатьох нелінійних навантаженнях, таких як інвертори, регулятори напруги змінного струму та циклоконвертори, форма вихідної напруги зазвичай має симетричні напівхвилі, тому містить лише непарні гармоніки.

##### Гармоніки, кратні 3
Гармоніки спотвореного (несинусоїдального) періодичного сигналу, кратні трьом — це гармоніки, частота яких кратна частоті третьої гармоніки:
{\displaystyle h=3(2k-1),\quad k\in \mathbb {N} \quad }.

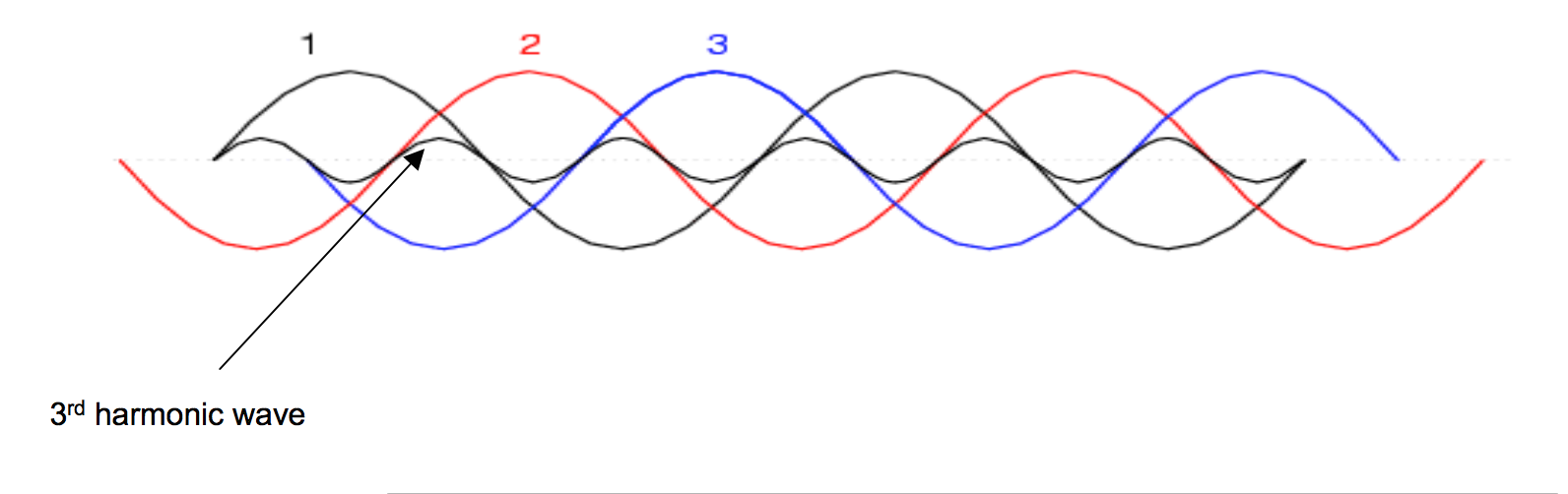
Додавання гармоніки 3-го порядку

Збалансований струм третьої гармоніки не складається в нуль у нейтралі. Це призводить до струму в нейтральному провіднику з частотою, втричі більшою від основної частоти, що може спричинити проблеми, якщо система не призначена для цього (тобто провідники, призначені лише для нормальної роботи).
Усі гармоніки, кратні трьом, поводяться в системах електроживлення подібно до третьої гармоніки.
У лінійній напрузі (між двома фазними проводами) відсутні кратні 3 гармоніки незалежно від того зіркою чи трикутником з'єднані обмотки генератора або трансформатора. Якщо в з'єднанні «зірка-зірка» без нейтрального проводу у фазній напрузі (між фазним проводом та нейтраллю) наявні кратні 3 гармоніки, то в лінійному струмі внесок струму кратних 3 гармонік дорівнюватиме нулю через перший закон Кірхгофа, однак між нейтральними точками генератора (трансформатора) і споживача виникне деяка напруга. Якщо в з'єднанні «зірка-зірка» з нейтральним проводом по нейтральному проводу тектиме струм третьої гармоніки, він може перевищити лінійні струми основної гармоніки й призвести до перегріву нейтрального провідника.

##### Гармоніки не кратні 3
Певні спотворені (несинусоїдальні) періодичні сигнали містять лише непарні гармоніки, які не кратні 3, наприклад, вихідна напруга трифазного регулятора напруги змінного струму, з'єднаного зіркою, з регулюванням фазового кута та кутом відкриття {\displaystyle \alpha =45^{\circ }} і з чисто резистивним навантаженням, під'єднаним до його виходу, та заживленим трифазною синусоїдальною симетричною напругою. Їх порядок дається:
{\displaystyle h=6k\mp 1,\quad k\in \mathbb {N} \quad }. Ці гармоніки називають непарними гармоніками, не кратними 3.

#### Інтергармоніки
Інтергармоніками називаються коливання, частота яких не кратна основній частоті. Згідно з рекомендаціями МЕК інтергармоніки напруги обмежуються значеннями 0,2 % в межах частотного діапазону від отриманої складової до 2 кГц.

### Послідовності в трифазних системах
У трифазних системах кожна фаза зсунута на 120 градусів одна від одної. Це зроблено з двох причин: головним чином тому, що трифазні генератори та двигуни простіше конструювати завдяки постійному крутному моменту, який розвивається між трьома фазами; по-друге, якщо три фази збалансовані, їх сума дорівнює нулю, тому нейтральний провідник можна зменшити або навіть прибрати. Обидва ці заходи призводять до значної економії коштів для постачальників.
У випадку симетричних трифазних систем (трипровідних або чотирипровідних) гармоніки набору з трьох спотворених (несинусоїдальних) періодичних сигналів класифікують також відповідно до їх послідовності фаз.:7-8

Гармоніки прямої послідовності мають таку саму послідовність фаз, що й у трьох вихідних сигналів. Порядок гармонік прямої послідовності задається формулою:
{\displaystyle h=3k-2,\quad k\in \mathbb {N} \quad }.
Якщо основні компоненти виключені з гармонік прямої послідовності, то порядок решти гармонік визначається як:
{\displaystyle h=3k+1,\quad k\in \mathbb {N} \quad }.

Гармоніки зворотної послідовності мають послідовність фаз, протилежну до послідовності трьох вихідних сигналів. Їх порядок визначається формулою:
{\displaystyle h=3k-1,\quad k\in \mathbb {N} \quad }.

Гармоніки нульової послідовності перебувають у фазі для даної частоти або порядку. Це гармоніки, кратні трьом — їх частота (h) кратна частоті третьої гармоніки:
{\displaystyle h=3k,\quad k\in \mathbb {N} \quad }.

## Вимірювання

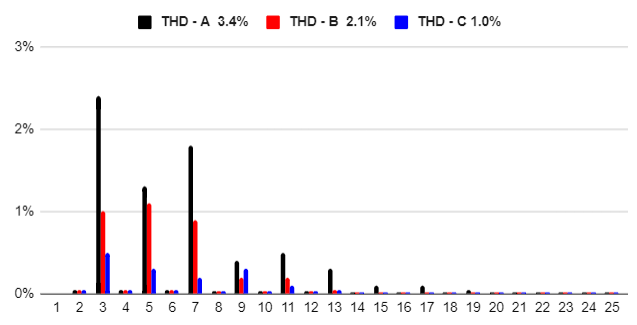
Результати вимірювань коефіцієнта гармонійних спотворень в цілому по кожній фазі і внесок кожної гармоніки у аналізаторі якості електричної енергії

Сумарний коефіцієнт гармонічних спотворень (СКГС; англ. Total Harmonic Distortion, THD) є загальною мірою рівня гармонічних спотворень, наявних у системах живлення. СКГС визначається як відношення середньоквадратичного значення всіх гармонік напруги або струму до середньоквадратичного значення основної складової, у відсотках; компонентом постійного струму нехтують.
{\displaystyle {\mathit {THD_{V}}}={\frac {\sqrt {V_{2}^{2}+V_{3}^{2}+V_{4}^{2}+\cdots +V_{n}^{2}}}{V_{1}}}\cdot 100\%={\frac {\sqrt {\sum _{k\mathop {=} 2}^{n}V_{k}^{2}}}{V_{1}}}\cdot 100\%}
{\displaystyle {THD_{I}}={\frac {\sqrt {I_{2}^{2}+I_{3}^{2}+I_{4}^{2}+\cdots +I_{n}^{2}}}{I_{1}}}\cdot 100\%={\frac {\sqrt {\sum _{k\mathop {=} 2}^{n}I_{k}^{2}}}{I_{1}}}\cdot 100\%}
де {\displaystyle THD_{V}} — СКГС по напрузі,  {\displaystyle THD_{I}} — СКГС по струму, Vk — середньоквадратична напруга k-ї гармоніки, Ik — середньоквадратична напруга k-ї гармоніки, k = 1 — порядок основної частоти.
Як правило, при розрахунках розглядають гармоніки {\displaystyle n\leq 40}, а гармоніки, вищі 40-ї, ігнорують.
Вимірювання гармонічних спотворень здійснюється за допомогою аналізаторів якості електричної енергії, пристроїв, які виконують вимірювання та запис миттєвих значень струму та напруги з достатньо високою частотою. На підставі записаних відліків можна розрахувати у тому числі СКГС.

## Нормування
Величина гармонік в електромережах регулюється міжнародними стандартами та їх місцевими похідними, прийнятими різними країнами. 
Інститут інженерів з електротехніки та електроніки, розробив та підтримує для цього окремий стандарт —  IEEE 519, що застосовується, зокрема, в Північній Америці. 
У більшості країн Європи основою національних стандартів є EN 50160 — міжнародний стандарт якості електроенергії, який встановлює межі для різних параметрів, що визначають напругу в мережі змінного струму, зокрема — і для гармонік. В Україні вимоги до якості електроенергії з 2014 року визначалися ДСТУ EN 50160:2014 «Характеристики напруги електропостачання в електричних мережах загальної призначеності», який фактично є перекладом EN 50160:2010. Зокрема, для мереж низької напруги (до 1 кВ) встановлено такі обмеження:
- Сумарний коефіцієнт гармонічних спотворень напруги електропостачання, ураховуючи всі гармоніки до 40-ї включно, має бути не більше 8 %.[23]
- 95 % середньоквадратичних значень гармонік зворотної послідовності напруги електропостачання, усереднених на 10-хвилинному проміжку, мають бути в межах від 0 % до 2 % від складника напруги прямої послідовності.

- 95 % середньоквадратичних значень напруги кожної гармоніки, усереднених на 10-хвилинному проміжку, мають бути не більше наступних значень:

| Непарні гармоніки | Непарні гармоніки      | Непарні гармоніки | Непарні гармоніки      | Парні гармоніки | Парні гармоніки        |
| не кратні 3       | не кратні 3            | кратні 3          | кратні 3               | Парні гармоніки | Парні гармоніки        |
| Порядок           | Відносна амплітуда (%) | Порядок           | Відносна амплітуда (%) | Порядок         | Відносна амплітуда (%) |
| ----------------- | ---------------------- | ----------------- | ---------------------- | --------------- | ---------------------- |
| 5                 | 6,0 %                  | 3                 | 5,0 %                  | 2               | 2,0 %                  |
| 7                 | 5,0 %                  | 9                 | 1,5 %                  | 4               | 1,0 %                  |
| 11                | 3,5 %                  | 15                | 0,5 %                  | 6—24            | 0,5 %                  |
| 13                | 3,0 %                  | 21                | 0,5 %                  |                 |                        |
| 17                | 2,0 %                  |                   |                        |                 |                        |
| 19                | 1,5 %                  |                   |                        |                 |                        |
| 23                | 1,5 %                  |                   |                        |                 |                        |
| 25                | 1,5 %                  |                   |                        |                 |                        |

## Вплив
Одним з основних ефектів гармонік енергосистеми є збільшення сили струму в системі. Особливо це стосується третьої гармоніки, яка викликає різке збільшення сили струму нульової послідовності, а отже, збільшує силу струму в нейтральному провіднику. Цей ефект може вимагати особливої уваги при проєктуванні електричних систем для обслуговування нелінійних навантажень.

### Внесок у загальний коефіцієнт потужності
Гармоніки впливають на реальну потужність, що передається навантаженню. Середня реальна потужність сумі добутків напруги та струму (і коефіцієнта потужності, позначеного тут pf) на кожній вищій частоті до добутку напруги та струму на основній частоті, або
{\displaystyle {P_{\text{avg}}}=\sum _{k\mathop {=} 1}^{\infty }V_{k}\cdot I_{k}\cdot pf=P_{{\text{avg}},1}+P_{{\text{avg}},2}+\cdots }
де {\displaystyle {P_{\text{avg}}}} — середня реальна потужність, Vk та Ik є середньоквадратичними значеннями напруги та струму на гармоніці k ({\displaystyle k=1} позначає основну частоту), і {\displaystyle P_{{\text{avg}},1}} це традиційне визначення потужності без урахування компонентів гармонік.
Коефіцієнт потужності, згаданий вище, є коефіцієнтом потужності зсуву (через зсув фаз між напругою та струмом). Існує ще один коефіцієнт потужності, який залежить від СКГС. Істинний коефіцієнт потужності визначено як співвідношення між середньою реальною потужністю та величиною середньоквадратичної напруги та струму, {\displaystyle pf_{\text{true}}={\frac {P_{\text{avg}}}{V_{\text{rms}}I_{\text{rms}}}}} , де {\displaystyle V_{rms}} — середьоквадратичне значення напруги,  а {\displaystyle I_{rms}} — середьоквадратичне значення струму.
{\displaystyle {V_{\text{rms}}}=V_{1,{\text{rms}}}{\sqrt {1+\left({\frac {THD_{V}}{100}}\right)^{2}}}}
і
{\displaystyle {I_{\text{rms}}}=I_{1,{\text{rms}}}{\sqrt {1+\left({\frac {THD_{I}}{100}}\right)^{2}}}}
Якщо підставити це в рівняння для справжнього коефіцієнта потужності, стає зрозуміло, що величина може мати дві складові, одна з яких є традиційним коефіцієнтом потужності (де нехтують впливом гармонік), а друга — внеском гармонік у коефіцієнт потужності:
{\displaystyle {pf_{\text{true}}}={\frac {P_{\text{avg}}}{V_{1,{\text{rms}}}I_{1,{\text{rms}}}}}\cdot {\frac {1}{{\sqrt {1+\left({\frac {THD_{V}}{100}}\right)^{2}}}{\sqrt {1+\left({\frac {THD_{I}}{100}}\right)^{2}}}}}=pf_{\text{disp}}\cdot pf_{\text{dist}}.}
де {\displaystyle pf_{\text{disp}}} є коефіцієнтом потужності зсуву (коефіцієнт потужності на основній частоті) і {\displaystyle pf_{\text{dist}}} це коефіцієнт потужності спотворення (тобто внесок гармонік у загальний коефіцієнт потужності).

### Вплив на електрообладнання
Втрати через гістерезис і вихрові струми в залізному осерді двигуна пропорційні частоті струму. Оскільки гармоніки мають вищу частоту, вони спричиняють вищі втрати в осерді двигуна. Це призводить до посиленого нагрівання осердя, що може скоротити термін служби двигуна. 5-та гармоніка викликає зустрічну рушійну силу у великих двигунах, яка діє в протилежний бік до напрямку обертання. Ця сила недостатня, щоб протидіяти обертанню, однак усе ж відіграє невелику роль у кінцевій швидкості обертання. Крім того, гармоніки можуть створити коливання моменту на валу двигуна, вібрацію та акустичний шум.
Наявність вищих гармонік збільшує загальний середньоквадратичний струм у трансформаторі, який може перевищити проєктне значення, та збільшує витрати в магнітопроводі. Через це трансформатор додатково нагрівається. Крім того, через гармоніки магнітний потік може «вириватися» з осердя трансформатора й наводити вихрові струми в конструктивних елементах, нагріваючи їх.
Вищі гармоніки з ліній електропередач можуть створювати наведення на телекомунікації, які проходять паралельно. Найбільш небезпечними є гармоніки від 540 до 1200 Гц, оскільки наведена напруга в перерахунку на одиницю струму в лінії електропередач зростає з частотою. Застосування двопровідних телефонних ліній практично усуває проблему.
Індукційні електричні лічильники калібрують для роботи на основній частоті (50 або 60 Гц), а зі збільшенням частоти їх точність падає. Внаслідок того, вони можуть давати занижені значення спожитої електроенергії. Електронні лічильники значно менш чутливі до гармонік.
У діелектриках можливі газові включення. Імовірність іонізації в них залежить від форми прикладеної напруги. Наявність гармонік робить форму напруги загостренішою, що збільшує ймовірність виникнення локальних електричних розрядів у газових включеннях, які сприяють прискореному старінню діелектрика, збільшенню тангенса кута діелектричних втрат.

## Зменшення впливу
Зменшення впливу передбачає як зменшення взаємного впливу гармонік між споживачами, приєднаними до одних і тих же шин трансформаторної підстанції, так і зменшення передачі гармонік у високовольтні мережі. Методи зменшення впливу включають встановлення пасивних фільтрів, активних компенсаторів, розділових трансформаторів та схемотехнічні рішення в перетворювальних схемах.

### Пасивні фільтри
Пасивні фільтри включають:
- реактори (дроселі), які включені в лінію послідовно з навантаженням;
- батареї конденсаторів, увімкнені паралельно навантаженню або паралельно трансформатору;
- Г-подібні, Т-подібні або П-подібні фільтри низьких частот;
- блокуючі або шунтуючі резонансні фільтри.[9]

Шунтуючий резонансний фільтр є послідовним коливальним контуром, який має найменший опір на резонансній частоті, і вмикається паралельно навантаженню. Таким чином шунтуючий резонансний фільтр замикає струми гармонік через себе. Недоліком резонансних фільтрів є необхідність мати окремий фільтр на кожну гармоніку.

### Активні компенсатори
Активні компенсатори передбачають аналіз форми струму споживача та введення в ланцюг живлення спеціально сформованого струму для компенсації гармонік. Недоліком є висока вартість таких пристроїв.

### Розділові трансформатори
Споживачів, які створюють значні гармонічні спотворення струму, рекомендовано живити від окремих трансформаторів або окремих обмоток трансформатора. Трансформатори, у яких первинна обмотка з'єднана трикутником, а вторинна — зіркою, повністю блокують передачу гармонік нульової послідовності від споживача в мережу.

### Схемотехнічні рішення у випрямлячах

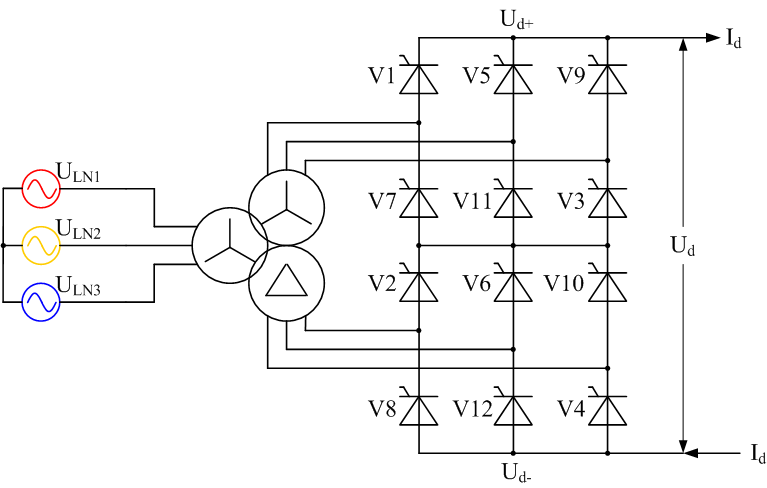
Схема 12-імпульсного випрямляча з послідовно з'єднаними діодними мостами

У споживачах, які використовують випрямлячі, нелінійні спотворення виникають унаслідок пульсацій струму. 
Гармоніки, які, генеруються діодними мостами, визначаються формулою: {\displaystyle n=kp\pm 1}, де n — номер гармоніки, k — натуральне число, p — кількість плечей моста. Для 6-імпульсного перетворювача p=6, для 12-імпульсного p=12. Відповідно, збільшення кількості фаз призводить до зменшення пульсацій, отже до зменшення частки гармонік.
Найпоширенішою схемою є використання 12-імпульсного багатофазного випрямляча. 12-імпульсний випрямляч являє собою два трифазних діодних моста, один з яких приєднується до трансформатора «зірка-зірка», а інший до трансформатора «трикутник-зірка». Виводи постійного струму можуть з'єднуватись паралельно, послідовно або живити два незалежних навантаження, приблизно рівних за споживаною потужністю.
Використання фазообертального трансформатора дозволяє збільшити кількість фаз до 24 або навіть 48.

## Подальше читання
- Sankaran, C. (1 жовтня 1999). Effects of Harmonics on Power Systems. Electrical Construction and Maintenance Magazine. Penton Media, Inc. Процитовано 11 березня 2020.
- ДСТУ EN 50160:2023 (EN 50160:2022, IDT) Характеристики напруги електропостачання в електричних мережах загальної призначеності
- W. Mack Grady (April 2012). Understanding Power System Harmonics (PDF) (Dept. of Electrical & Computer Engineering)  (англ.). University of Texas at Austin.
- Dugan, Roger C.; Santoso, Surya; McGranaghan, Mark F.; Beaty, H. Wayne (2002). Electrical Power Systems Quality (англ.) (вид. 2). McGraw-Hill. ISBN 0071501916.